# Свято, яке завжди з тобою
«Свято, яке завжди з тобою» (англ. A Moveable Feast) — книга спогадів американського письменника Ернеста Хемінгуея про його життя в Парижі. У книзі описуються перші літературні досліди молодого письменника і його життя з першою дружиною Хедлі в 1920-х роках.
Крім автобіографічних нотаток книга містить портрети таких літераторів як Алістер Кроулі, Езра Паунд, Френсіс Скотт Фіцджеральд, Форд Медокс Форд, Гілер Беллок, Жюль Паскін, Дос Пассос, Персі Льюїс, Джеймс Джойс і Ґертруда Стайн.

## Історія написання і публікації
Хемінгуей поїхав до Європи працювати іноземним кореспондентом газети «Торонто стар». Він оселився в Парижі і там за допомоги Ґертруди Стайн, Езри Паунд та інших вирішив стати письменником.
1956 року Хемінгуей знайшов валізу, яку колись залишив у підвалі готелю «Ріц» у Парижі багато років тому. У валізі був блокнот, в якому він вів записки про своє паризьке життя. Він обробив і переписав ці записки. Під час роботи над книгою «Небезпечне літо», Хемінгуей використав ці записки у фінальній частині чернетки книги.
Книга була створена вже після смерті письменника з цих записок його четвертою дружиною і вдовою Мері Велш Хемінгуей. Матеріали були відредаговані й опубліковані 1964 року.

## Український переклад
Свято, яке завжди з тобою [Архівовано 14 квітня 2021 у Wayback Machine.] / Ернест Гемінґвей ; пер. з англ. Ганни Яновської. — Львів : Видавництво Старого Лева, 2021. — 176 с. Книга відтворює образ повоєнного Парижу 1920-х років.
1956 року письменник знайшов валізу, яку залишив у підвалі готелю «Ріц» у Парижі за багато років до того. У валізі був блокнот із нотатками про його молоді роки і паризьке життя. З тих записів народилася книжка, опублікована після смерті автора..

## Екранізації
2009 року Меріел Хемінгуей, онука Ернеста Хемінгуея та його першої дружини Хедлі Річардсон, придбала права на фільм разом з американським кінопродюсером Джоном Голдстоуном.